# Okres Wschowa
Okres Wschowa (polsky Powiat wschowski) je okres v polském Lubušském vojvodství. Rozlohu má 624,20 km² a v roce 2020 zde žilo 38 613 obyvatel. Sídlem správy okresu je město Wschowa.

## Gminy
Městsko-vesnické:
- Sława
- Szlichtyngowa
- Wschowa

## Města
- Sława
- Szlichtyngowa
- Wschowa

## Sousední okresy
| Růžice kompasu | Nowa Sól | Wolsztyn      | Leszno       | Růžice kompasu |
| Růžice kompasu | Nowa Sól | Sever         | Góra, Leszno | Růžice kompasu |
| Růžice kompasu | Nowa Sól | Okres Wschowa | Góra, Leszno | Růžice kompasu |
| Růžice kompasu | Nowa Sól | Jih           | Góra, Leszno | Růžice kompasu |
| Růžice kompasu | Głogów   | Głogów        | Góra         | Růžice kompasu |